# Bernard Altum
Johann Bernard Theodor Altum (Münster, 31 de desembre de 1824 – Eberswalde, 1 de febrer de 1900) va ser un sacerdot catòlic, zoòleg, i agrònom forestal (dasonomia) alemany. Fou un important ornitòleg i el primer a presentar una teoria sobre la noció del territori de les aus en la qual tenien molta importància els cants.
Bernard Altum va estudiar primer teologia al seu poble natal, més tard filosofia que va continuar a Berlín a partir de 1853. Però la seva vocació per les ciències naturals el va portar a estudiar més tard anatomia i fisiologia i a treballar sota la direcció de Martin Lichtenstein en el Museum für Naturkunde der Humboldt-Universität zu Berlin. Més tard es va doctorar en ciències naturals (1855) a la Universitat Humboldt de Berlín. L'any 1856, de tornada a Münster fou professor a la Realschule. A partir de l'any 1859, va ser acadèmic de zoologia i durant aquest període va buscar la forma que s'impartís zoologia des del col·legi com es pot llegir en la seva obra de 1863, Winke zur Hebung des zoologischen Unterrichts.
L'any 1869, va succeir a Julius Theodor Christian Ratzeburg com a professor de ciències a l'escola forestal d'Eberswalde (50 km al nord-est de Berlín). Allí va estudiar sobretot la qüestió de protecció forestal i va publicar l'obra de tres toms Forstzoologie 1872 i 1875 entre altres obres.
A més dels seus llibres va publicar diversos tractats en diferents publicacions especialitzades i va ser fort defensor de la teoria de l'evolució teleològica contra Charles Darwin i l'any 1891 li van concedir el títol de Geheimrat.